# Krstatice
Krstatice – wieś w Chorwacji, w żupanii splicko-dalmatyńskiej, w gminie Zagvozd. W 2011 roku liczyła 123 mieszkańców.
W 1900 roku we wsi powstał kościół parafialny Najświętszego Serca Pana Jezusa.